# Matrix Bochum

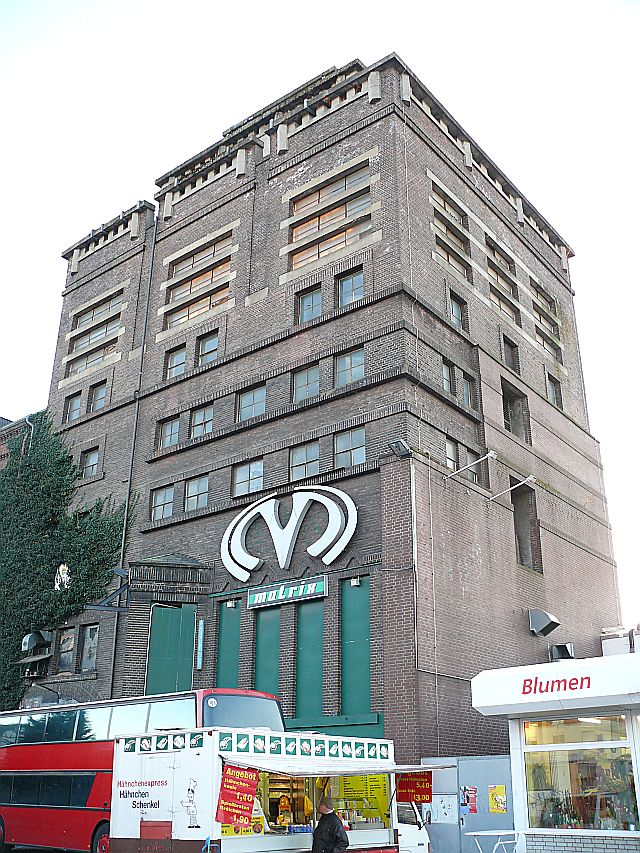
Matrix Bochum (2008)

Die  Matrix ist ein Musikclub im Bochumer Stadtteil Langendreer. Sie ging im Jahr 2000 aus der 1978 eröffneten Diskothek „Rockpalast“ hervor und erlebte 2020 einen Betreiber- und Konzeptwechsel. Es finden dort Clubevents, Konzerte und Fremdveranstaltungen statt.

## Geschichte
Der Club befindet sich an einer der Hauptverkehrsstraßen Langendreers in einem elfstöckigen, ehemaligen Kühlschiff eines 1806 erbauten Brauereigebäudes, welches lange Zeit Hauptstandort der Müser-Brauerei war und bis heute das Bild des Stadtteils Langendreer prägt („Sudhaus“). Erstmals als Diskothek genutzt wurde der Gebäudekomplex am 1. November 1978, als dort die Diskothek „Rockpalast“ einzog, die vor allem in der Rock-Szene auch überregionale Bekanntheit erlangte. Gründer war der Fußballer Rolf Blau.
Nachdem Blau 1998 die Diskothek an seinen früheren Angestellten abgegeben hatte, änderte sich im Jahr 2000 das Konzept und das Tanzlokal wurde in Matrix umbenannt. Die Matrix Bochum war die größte Diskothek in Bochum. Unter Anhängern bestimmter Musik- und Szenerichtungen wie der Schwarzen Szene wurde sie bundesweit bekannt. Der „Rockpalast“ blieb bestehen, und die gespielte Musik wurde lediglich erweitert. Zudem wurden vier weitere Hallen, die alle vormals als Lagerhalle für die Brauerei dienten, für die Disko erschlossen. Außerdem gibt es zusätzlich ein Bistro-Café.
Zum Ende des Jahres 2019 gab die Matrix Bochum bekannt, dass sie ihren Diskobetrieb einstellen wird. Unter neuer Leitung erfolgte 2020 ein Neuanfang mit Schwerpunkt auf elektronischer Musik. Der Club sollte nach Plan der Betreiber nur noch zu speziellen Terminen öffnen. Als Vorbild wurde der Club Bootshaus genannt. Parallel dazu laufen Konzerte in der Matrix unter dem Titel „Konzerte und Rock–Events“.